# 我慢

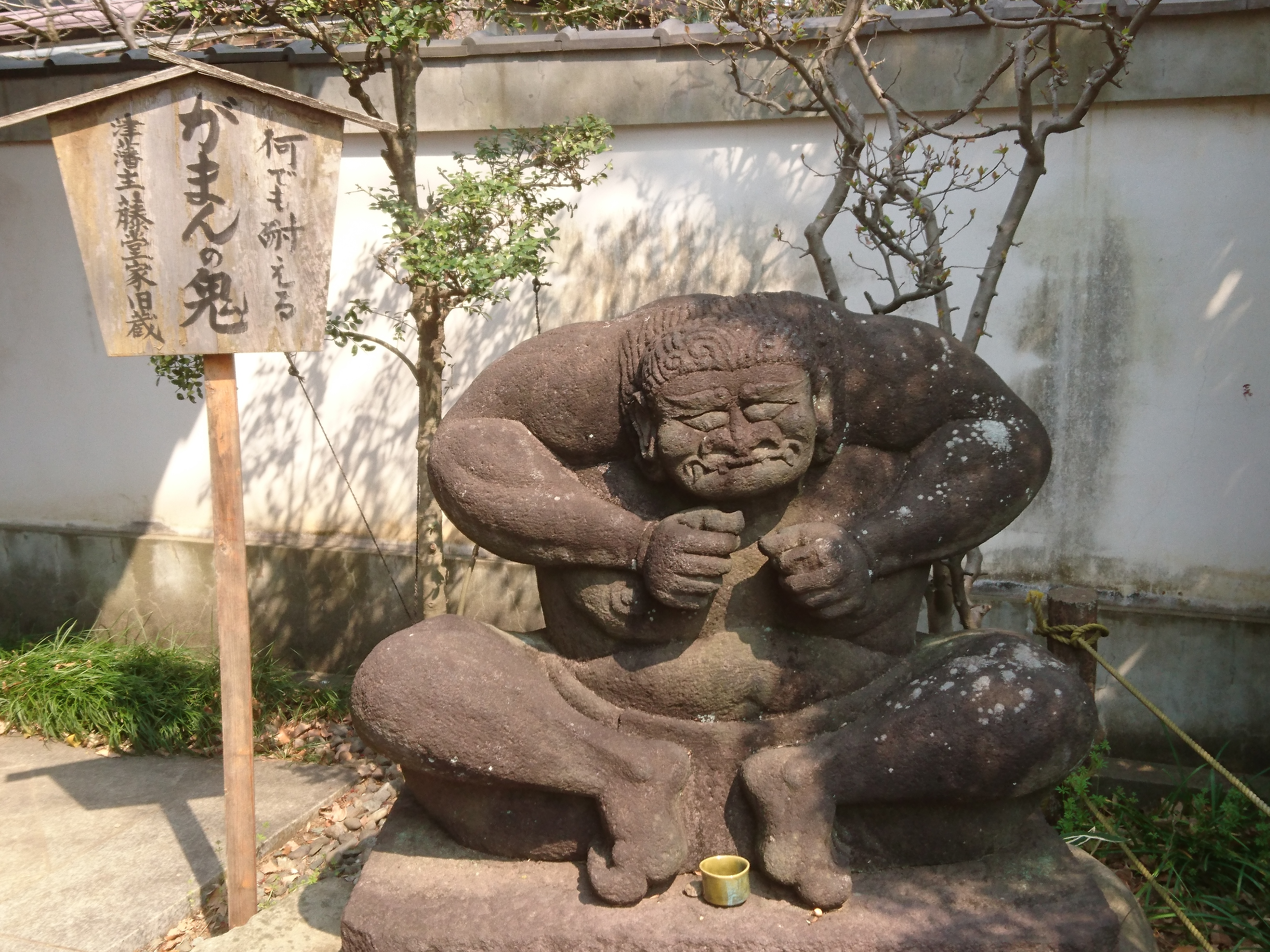
がまんの鬼像 (東京都板橋区赤塚の乗蓮寺)

我慢（がまん）とは、仏教の煩悩の一つ。強い自己意識から起こす慢心のこと。
四慢（増上・卑下・我・邪）の1つ、また七慢（慢・過・慢過・我・増上・卑劣・邪）の1つ。仏教では人間を固定的な実体として捉え、自己に執着（しゅうじゃく）することを我執（がしゅう）といい、その我執から、自分を高く見て他人を軽視する心をいった。
現在、一般的に自分自身を抑制し、また耐えるという「忍耐」の意味あいで用いられる「我慢する」は、もともと「我意を張る」などという強情な心意を介した転用で、近世後期から言われるようになったとされている。